# Tricentra citrinaria
Tricentra citrinaria är en fjärilsart som beskrevs av W. Warren 1907. Tricentra citrinaria ingår i släktet Tricentra och familjen mätare. Inga underarter finns listade i Catalogue of Life.